# NGC 4792
NGC 4792 is een lensvormig sterrenstelsel in het sterrenbeeld Raaf. Het hemelobject werd in 1882 ontdekt door de Duitse astronoom Ernst Wilhelm Leberecht Tempel.

## Synoniemen
- NPM1G -12.0432
- PGC 43999